# Перша леді Сирії

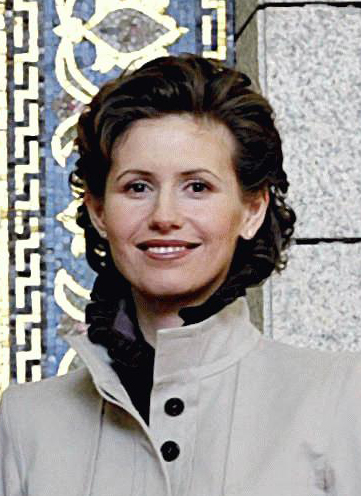
Асма аль-Асад

Перша леді Сирії (араб. السيدة الأولى للجمهورية العربية السورية) — титул, що приписується дружині чинного президента Сирії (нині — Башара Асада). За останні 51 рік дві послідовні перші леді походили з однієї правлячої родини Аль-Асад.

## Список перших леді Сирії
| Ім'я                                                        | Початок         | Кінець            | Президент           |
| ----------------------------------------------------------- | --------------- | ----------------- | ------------------- |
| Бахіра аль-Далаті                                           | 17 серпня 1943  | 30 травня 1949    | Шукрі аль-Куатлі    |
| Нцран аль-Заїм                                              | 11 квітня 1949  | 14 серпня 1949    | Гасні аль-Заїм      |
| не було                                                     | 14 серпня 1949  | 15 серпня 1949    | Самі аль-Гіннаві    |
| не було                                                     | 15 серпня 1949  | 2 грудня 1951     | Гашім аль-Атасі     |
| не було                                                     | 3 грудня 1951   | 11 липня 1953     | Фавзі Селу          |
| Фатіна аль-Фанарі                                           | 11 липня 1953   | 25 лютого 1954    | Адіб Шишаклі        |
| не було                                                     | 28 лютого 1954  | 6 вересня 1955    | Гашім аль-Атасі     |
| Бахіра аль-Далаті                                           | 6 вересня 1955  | 22 лютого 1958    | Шукрі аль-Куатлі    |
| Тахія Казем (як перша леді Об'єднаної Арабської Республіки) | 22 лютого 1958  | 14 грудня 1961    | Гамаль Абдель Насер |
| Шегіре аль-Кудсі                                            | 14 грудня 1961  | 8 березня 1963    | Назім аль-Кудсі     |
| ?                                                           | 9 березня 1963  | 27 липня 1963     | Луай аль-Атассі     |
| Зейнаб аль-Гафіз                                            | 27 липня 1963   | 23 лютого 1966    | Амін аль-Гафіз      |
| Салма аль-Гасібі                                            | 25 лютого 1966  | 18 листопада 1970 | Нуреддін аль-Атасі  |
| Аніса Махлуф                                                | 12 березня 1971 | 10 червня 2000    | Хафез аль-Асад      |
| Асма аль-Асад                                               | 13 грудня 2000  | наш час           | Башар аль-Асад      |